# Louis Charles Vincent Le Blond de Saint-Hilaire
Louis Charles Vincent Le Blond de Saint-Hilaire (Ribemont, 4 de Setembro de 1766- Viena, 5 de Junho de 1809) foi um General de divisão francês durante a guerra da Revolução Francesa e das Guerras Napoleónicas.